# Retour à l'état ignoble
Le retour à l'état ignoble est la descente d'un statut social vers un statut plus bas. C'est la traduction de l'expression latine diminutio.

## 1789
Jusqu'à l'« abolition des privilèges » en 1789, on désignait juridiquement la perte du statut de noble par l'expression retour à l'état ignoble (ignoble vient du latin ignobilis, qui signifie : non noble).
Le premier inconvénient de ce passage à l'état ignoble ou de roture résidait essentiellement dans l'obligation de payer en argent ou en nature les impôts locaux, taille et corvée, et certains impôts indirects (gabelle), et d'être soumis à la justice seigneuriale locale, notamment dans des procès aujourd'hui civils ou correctionnels.
Étaient contraints de retourner à l'état ignoble les nobles qui créaient une entreprise industrielle ou commerciale, sauf la tapisserie, la verrerie et l'armement des navires.
À partir du début du XVIIIe siècle, pour financer le déficit public, les intendants réclamèrent régulièrement des preuves de noblesse aux hobereaux provinciaux, qui, souvent incapables de payer les frais entraînés par l'établissement ou la recherche de ces documents (généralement égarés) devenaient « taillables et corvéables à merci ».